# Miklós Meszéna
Miklós Meszéna (* 14. Dezember 1940 in Budapest; † 29. Juli 1995 ebenda) war ein ungarischer Säbelfechter.

## Erfolge
Miklós Meszéna wurde 1966 in Moskau mit der Mannschaft Weltmeister. 1962 in Buenos Aires, 1967 in Montreal, 1970 in Ankara und 1971 in Wien belegte er mit ihr jeweils den zweiten Rang, 1961 in Turin, 1963 in Danzig und 1969 in Havanna den dritten Rang. In Paris erreichte er 1965 zudem sein einziges WM-Podium im Einzel, als er den zweiten Platz erreichte und damit Vizeweltmeister wurde. Zweimal nahm er an Olympischen Spielen teil: 1964 schloss er in Tokio die Mannschaftskonkurrenz auf dem fünften Platz ab. Vier Jahre darauf erreichte er in Mexiko-Stadt mit der ungarischen Equipe die Finalrunde und setzte sich im Gefecht um Rang drei gegen Frankreich mit 9:5 durch. Gemeinsam mit János Kalmár, Tamás Kovács, Péter Bakonyi und Tibor Pézsa erhielt Meszéna somit die Bronzemedaille.